# Antônio Vicente Bulcão Viana
Antônio Vicente Bulcão Viana (São Francisco do Conde (BA), 11 de janeiro de 1875 — Florianópolis, 25 de março de 1940) foi um militar e político brasileiro.

## Biografia
Antônio Vicente, filho de Francisco Vicente Bulcão Viana e de Luísa Flora de Araújo de Aragão, casou-se com Augusta Schmidt Ferreira Bandeira, com quem teve cinco filhos, entre os quais o ex-deputado Constituinte Estadual de 1947 na Assembleia Legislativa de Santa Catarina, Oswaldo Bulcão Viana. Naturais da Bahia, Antônio e sua família eram proprietários de terra e donos de engenhos de açúcar neste Estado.
Formado em medicina pela Universidade Federal da Bahia, em 1897, Bulcão Viana foi médico adjunto do Exército Brasileiro em Santa Catarina. Pertenceu ao corpo clínico do Hospital Militar de Florianópolis, desde 1905, e assumiu a direção do hospital entre 1915 e 1922, passando por fases como o enfrentamento da epidemia de Gripe Espanhola em 1918. Diante do cargo, o tenente-coronel Bulcão Viana promoveu várias reformas estruturais no Hospital, deixando-o em 1922, promovido à General de Brigada Médico e eleito para o cargo de deputado estadual na Assembléia Legislativa. O político passou para a Reserva do Exército em 1929, como General de Brigada, e foi Diretor do Hospital de Caridade de Florianópolis.
Em março de 1940, Antônio Vicente Bulcão Viana veio a falecer, sendo sepultado no Cemitério do Hospital de Caridade de Florianópolis.
Em 2018, a casa da família Bulcão Viana, construída na década de 1950, e que também foi residência de diversos outros líderes políticos da região florianopolitana por mais de 30 anos, foi demolida. Em 2010, a casa já tinha sido posta a venda no valor de 12 milhões de reais. Ainda que com evidente valor histórico, a residência nunca fora tombada como patrimônio.

## Trajetória política
Antônio Vicente Bulcão Viana foi deputado da Assembleia Legislativa de Santa Catarina na 11ª legislatura (1922 — 1924), na 12ª legislatura (1925 — 1927), e na 13ª legislatura (1928 — 1930), sempre pelo Partido Republicano Catarinense (PRC).
Assumiu o governo do estado de 20 de novembro de 1925 até 28 de setembro de 1926, substituindo Antônio Pereira da Silva e Oliveira, que era Vice do Governador eleito, Hercílio Luz, falecido em 20 de outubro de 1924. Em 1926, no dia 13 de maio, foi quem ativou a ponte Hercílio Luz, dando prosseguimento a sua inauguração.

## Homenagens
- Rua Bulcão Viana, Azambuja, Brusque/SC.
- Rua Bulcão Viana, Souza Cruz, Brusque.
- Rua Bulcão Viana, Comerciário, Criciúma/SC.
- Rua Bulcão Viana, Centro, Florianópolis.
- Rua Bulcão Viana, Jardim América, Rio do Sul/SC.
- Estátua na Praça Getúlio Vargas, Centro, Florianópolis.
- Ponte Bulcão Viana, em Tijucas/SC - foi interditada em 2014.[3]
- EEB Bulcão Viana, escola estadual em Praia Grande - SC